# Peter Schmöle
Peter Schmöle (* 6. Dezember 1950 in Dortmund) ist ein deutscher Metallurg.

## Leben
Peter Schmöle studierte Eisenhüttenkunde an der Technischen Universität Clausthal mit Diplom-Abschluss 1976. Anschließend arbeitete er dort als Wissenschaftlicher Mitarbeiter und dann als Oberingenieur im Institut für Eisenhüttenkunde und Gießereiwesen. 1983 wurde er mit seiner Dissertation Auswertung experimenteller Ergebnisse über die Gleichgewichte der Phosphoroxidation aus manganhaltigen Eisenschmelzen mit komplexen, kalkgesättigten Schlacken von der RWTH Aachen zum Dr. Ing. promoviert.
Nach der Promotion wurde Schmöle 1983 zunächst Betriebsassistent Forschung und Qualitätskontrolle in der Hoesch Hüttenwerke AG in Dortmund. 1984 wurde er Betriebsleiter Prozesstechnik Stahlwerksmetallurgie der Hoesch Stahl AG und 1986 Betriebsleiter im Bereich Hochofen. 1988 wurde ihm die kommissarische Leitung der Rohstoffdisposition und -vorbereitung im Geschäftsbereich Metallurgie übertragen, und er wurde Stellvertretender Leiter der Hochöfen Phoenix und Westfalenhütte. Ab 1990 leitete er beide Hochofenwerke und ab 1993 auch die Energieversorgung der Hoesch Stahl AG, die dann die Krupp Hoesch Stahl AG wurde.
1996 sollte Schmöle eine technologische Neukonzeption der Krupp Hoesch Stahl AG erarbeiten. Allerdings erfolgte 1997 die Fusion mit der Thyssen AG, so dass Schmöle Hauptbereichsleiter Roheisentechnologie der ThyssenKrupp Stahl AG in Duisburg wurde. Später leitete er dort das Competence Centre Metallurgy.
Seit 2012 ist Schmöle Honorarprofessor der RWTH Aachen am Institut für Eisenhüttenkunde. Durch sein Optimierungsmodell im Bereich der Reduktionsmetallurgie ist er ein international anerkannter Fachmann geworden.
Dem Verein Deutscher Eisenhüttenleute (VDEh) gehört Schmöle als persönliches Mitglied seit 1974 an. 1990 wurde er in den Hochofenausschuss des VDEh gewählt, in dessen Unterausschüssen und Arbeitsgruppen er schon vorher mitgearbeitet hatte. Im Ausschuss für metallurgische Grundlagen war er Mitglied von 2001 bis zu dessen Auflösung 2015. Auch unterstützt er die Arbeiten des Geschichtsausschusses.